# Дериксон, Ули
Ули Дериксон (англ. Uli Derickson; род. 8 августа 1944 года, Усти-над-Лабем, Протекторат Богемии и Моравии – 18 февраля 2005 года, Тусон, Аризона, США) — американская стюардесса немецкого происхождения, наиболее известная своей ролью в защите 152 пассажиров и членов экипажа во время захвата рейса 847 авиакомпании TWA боевиками, предположительно связанными с «Хезболлой», 14 июня 1985 года.

## Ранняя жизнь
Ули Дериксон родилась под именем Ульрика Патцельт 8 августа 1944 года в Усти-над-Лабем, Протекторат Богемии и Моравии. Её семья была изгнана из Чехословакии, когда она была ребёнком, и переехала в Восточную Германию. Позже они бежали в Западную Германию. Она работала клерком в банке и автосалоне, а также подрабатывала помощницей по хозяйству в Великобритании и Швейцарии до эмиграции в США в 1967 году. Дериксон также работала помощницей по хозяйству в Коннектикуте до устройства на работу в Trans World Airlines (TWA), где она встретила своего мужа, пилота Рассела Дериксона. Они поженились в 1970-х годах, и у них родился сын Мэтью.
В 1985 году Рассел Дериксон ушёл на пенсию с должности пилота TWA.

## Рейс 847
Дериксон выполняла обязанности старшей бортпроводницы на рейсе 847 между Афинами и Римом, когда рейс был захвачен. Дериксон получила удар ногой в грудь от одного из угонщиков, когда он заставил её пройти с ним в кабину пилотов. Другой угонщик, у которого в руках была граната со снятой чекой, начал пинком открывать дверь. Оказавшись внутри, они избили пистолетами пилота и бортинженера. Оба угонщика плохо говорили по-английски, но один из них свободно владел немецким. Дериксон была единственным членом экипажа, владеющим немецким языком, поэтому ей пришлось переводить требования угонщиков пилоту. В какой-то момент один из угонщиков предложил ей выйти за него замуж, что она позже описала как самый страшный момент испытания.
Самолет был перенаправлен сначала в Бейрут, где Дериксон обратилась к угонщикам с просьбой освободить женщин, находившихся на борту самолета. После отказа угонщиков она успешно добилась освобождения 17 пожилых женщин и двух детей. Затем угонщики направили самолет в Алжир, где наземная команда в Алжире отказалась заправлять самолет без оплаты, в результате чего угонщики стали угрожать насилием. Дериксон пришло в голову предложить свою кредитную карту Shell Oil. За 22 700 литров (6000 галлонов) топлива наземная команда взяла около 5 500 долларов.
Затем угонщики приказали отправить самолёт обратно в Бейрут. По пути начались первое настоящее насилие. Ранее угонщики опознали некоторых американских военных, летевших этим рейсом. Они выделили водолаза ВМС США Роберта Д. Стетхема. Сильно избив его подлокотником, они застрелили Стетхема и выбросили его тело на трап после приземления. На борт самолёта поднялись еще несколько приспешников, чтобы помочь угонщикам. Затем самолёт направился обратно в Алжир, где Дериксон и остальные женщины на борту были освобождены. Самолёт, на борту которого теперь находились только 39 американцев в качестве заложников, вылетел обратно в Бейрут, где их удерживали в течение 17 дней. Испытания закончились 30 июня, когда Израиль освободил 31 ливанского заключенного, что составляет лишь малую часть от 766, которых требовали угонщики.
Во время захвата самолета Дериксон попросили просмотреть паспорта пассажиров, чтобы выделить людей с еврейскими именами. Первоначально сообщалось, что она выполнила приказ. Позже выяснилось, что на самом деле она спрятала паспорта.

## Последующая жизнь
Поскольку в некоторых сообщениях говорилось, что она назвала угонщикам имена еврейских пассажиров рейса, Дериксон позже получила угрозы от экстремистских групп. Когда правда о том, что она пыталась защитить еврейских пассажиров, спрятав их паспорта, подтвердилась, ей стали угрожать другие экстремисты. В результате этих угроз семья Дериксон переехала в Аризону из Нью-Джерси.
После инцидента с рейсом TWA 847 Дериксон продолжала работать стюардессой в TWA вплоть до своего увольнения в конце 1980-х годов. В 1990-х годах она работала в фирме по продаже недвижимости в Аризоне, а затем перешла в Delta Air Lines, где продолжила работу в качестве стюардессы. За проявленный героизм Дериксон, жительница Фредон Тауншип, Нью-Джерси, была награждена Серебряным крестом за доблесть организацией ветеранов Доблестного легиона; она стала первой женщиной, удостоенной такой чести. В 1988 году на основе её опыта был снят телефильм «Захват рейса 847: История Ули Дериксон», с Линдси Вагнер в роли Дериксон, получил пять номинаций на премию «Эмми». В боевике «Отряд „Дельта“» (1987), вдохновленном захватом рейса 847 авиакомпании TWA, немецкая стюардесса (её сыграла Ханна Шигулла) была похожа на Дериксон.
Впоследствии Дериксон выступала в качестве свидетеля обвинения на суде над Мохаммедом Али Хаммади, одним из угонщиков, осужденным за убийство Стетхема. Он был приговорен к пожизненному заключению. Позже она консультировала TWA, Delta Air Lines и ФБР по вопросам кризисного управления.
Дериксон всё ещё работала стюардессой в Delta Air Lines, когда в августе 2003 года у нее обнаружили рак. Рассел умер в начале того же года. 18 февраля 2005 года она умерла в своей резиденции в Тусоне в возрасте 60 лет.